# Tylomys tumbalensis
Tylomys tumbalensis és una espècie de mamífer rosegador de la família dels cricètids. És endèmic de Chiapas (Mèxic). El seu hàbitat original eren els boscos tropicals. Està amenaçat per la desforestació pràcticament total del seu medi per a fer lloc a l'agricultura. No se n'ha trobat cap exemplar des de fa com a mínim 40 anys. El seu nom específic, tumbalensis, significa ‘de Tumbalá’ en llatí.